# Saliw Babawo
Saliw Babawo (sinh 3 tháng 3 năm 1999) là một cầu thủ bóng đá Ghana. Tính đến năm 2017, anh thi đấu cho Dinamo Brest.